# Rufillo di Forlimpopoli
San Rufillo di Forlimpopoli, o Ruffillo (IV secolo – V secolo), è ritenuto, nella devozione popolare, il primo vescovo di Forlimpopoli ed è venerato come santo dalla Chiesa cattolica.

## Agiografia
Di Rufillo non si hanno notizie certe, di lui sono rimaste solo poche tracce scritte e la tradizione di devozione che si è tramandata tra i credenti. 
Narra la leggenda devozionale che Rufillo assieme a san Mercuriale, vescovo di Forlì, sconfisse un drago che si trovava fra la città di Forlimpopoli e Forlì, drago che metaforicamente rappresentava l'idolatria stessa. Ruffillo infatti predicò fra i pagani e combatté insieme ad altri vescovi (san Mercuriale di Forlì, san Leo di Montefeltro, san Gaudenzio di Rimini, san Pietro Crisologo di Ravenna e san Geminiano di Modena), l'eresia ariana, molto diffusa in Romagna. 
Morì a 90 anni nella prima metà del V secolo.

## Culto
Fonti medievali stimavano in tredici le chiese dedicate a san Rufillo in Romagna. 
Tra le molte chiese dedicate al Santo, la più antica è la chiesa di Forlimpopoli, la basilica collegiata. Sorta nel VI secolo e affiancata nel X secolo da un'abbazia benedettina, conserva sotto al presbiterio il nucleo paleocristiano. Nel 1964 le spoglie del santo sono ritornate proprio in questa basilica a Forlimpopoli da Forlì, con una ricognizione delle ossa presieduta da Monsignor Giuseppe Bonacini, Vescovo di Bertinoro (la cui Diocesi comprendeva Forlimpopoli). 

Dal Martirologio Romano al 18 luglio: 
A Forlimpopoli e nella diocesi di Forlì-Bertinoro la memoria del santo è celebrata il 16 maggio, giorno della traslazione delle sue reliquie.